# Геннеберг (Тюрингія)
Геннеберг (нім. Henneberg) — громада в Німеччині, розташована в землі Тюрингія. Входить до складу району Шмалькальден-Майнінген.
Площа — 13,21 км2. Населення становить Невірний параметр metadata 16 066 028 ос. (станом на 31 грудня 2021).